# Årstabergs station

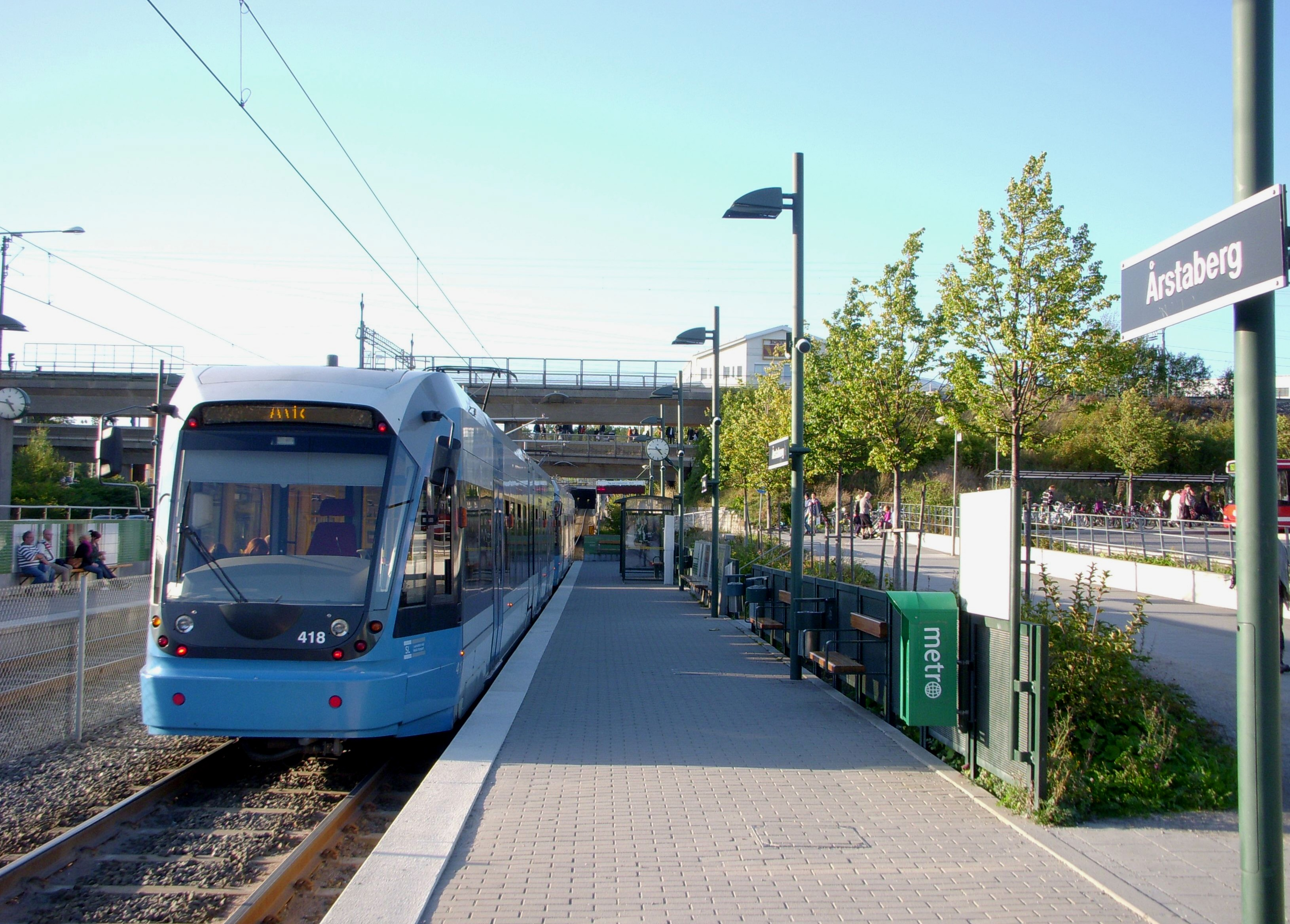
Årstaberg spårvagnshållplats

Årstaberg är en station på Stockholms pendeltågsnät, belägen i området Årstaberg på gränsen mellan stadsdelarna Liljeholmen och Årsta i Söderort inom Stockholms kommun. Den har en mittplattform och två spår för pendeltåg samt flera spår för övriga tåg, som inte angör stationen. Plattformen nås från en undre entré i en gångtunnel i norra änden. Antalet påstigande en genomsnittlig vardag under vinterhalvåret beräknas till 8 300. Årstaberg har även en spårvagnshållplats för Tvärbanan som öppnade redan år 2000.

## Historik
När Årstabron tog i bruk år 1929 kom järnvägen att dras genom Årstaberg. Det var då ett glesbebyggt område och någon station inrättades inte. När spårvägen Tvärbanan projekterades (öppnades på sträckan genom Årstaberg år 2000) uppstod tanken att här skapa en bytespunkt mellan spårvagn och pendeltåg. Stationen byggdes genom att en plattform anlades mellan befintliga spår, som går på två parallella viadukter. Detta är anledningen till att plattformen är relativt smal, givet det stora antalet resenärer. Stationen invigdes den 9 januari 2006. Förutom spårvägshållplats finns också en bussterminal för lokala busslinjer vid i anslutning till stationen.
Sedan  Citybanan öppnades (10 juli 2017) leds norrgående fjärrtåg via en ny viadukt (Älvsjöbågen) över pendeltågsspåren söder om Årstaberg för att ansluta till den gamla Östra Årstabron. Den nya Västra Årstabron används numera enbart av pendeltågen. Enligt ursprungliga planer skulle pendeltågen få två perronger, en per riktning, men de planerna omarbetades till de nu gällande, med nuvarande gemensamma perrong.

## Framtid
År 2035 planeras en tunnelbanestation att öppnas på den nya linjen Fridhemsplan - Älvsjö. Den nya linjen är en del av Sverigeförhandlingen. Avtal träffades i mars 2017.

## Galleri

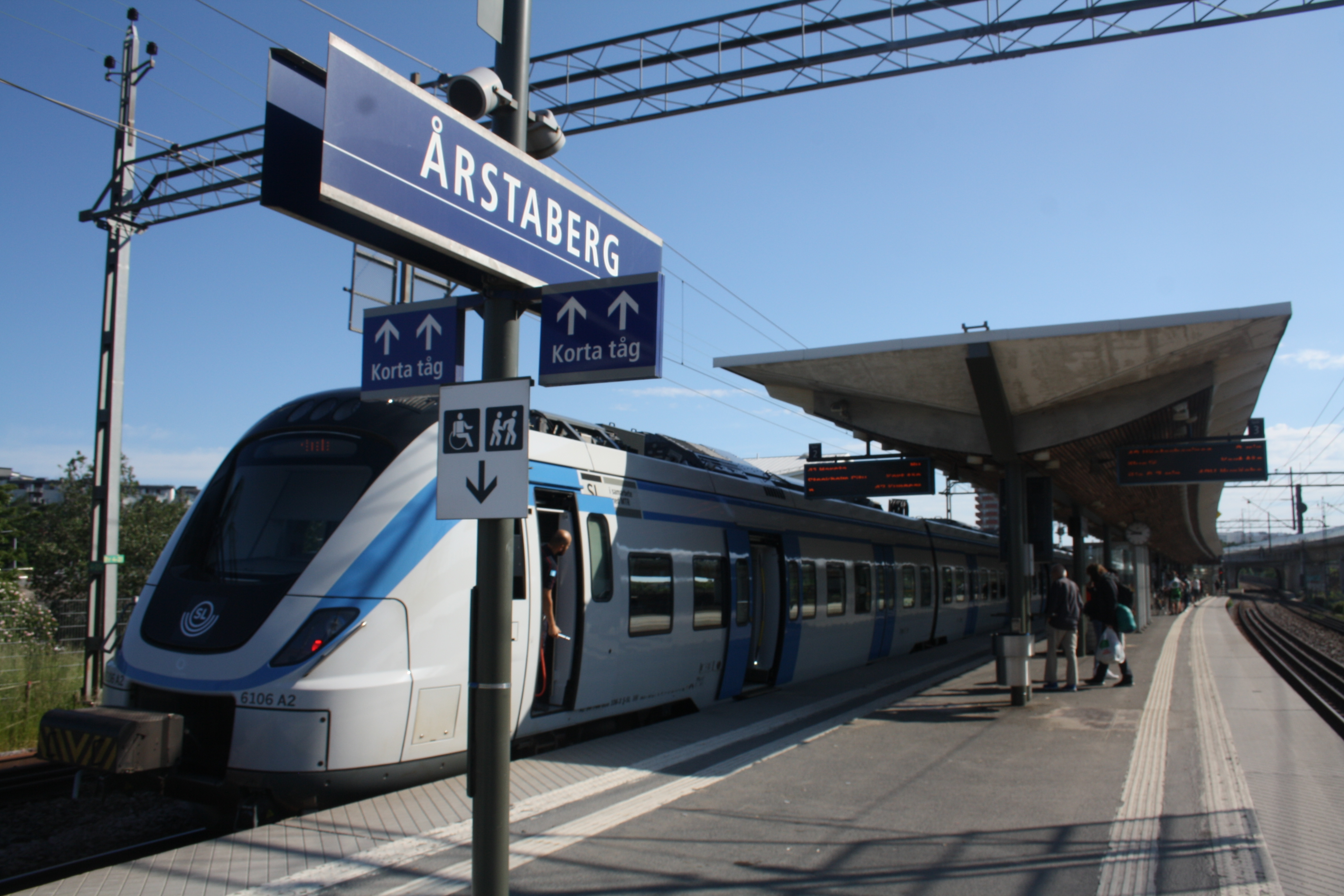
Perrongen
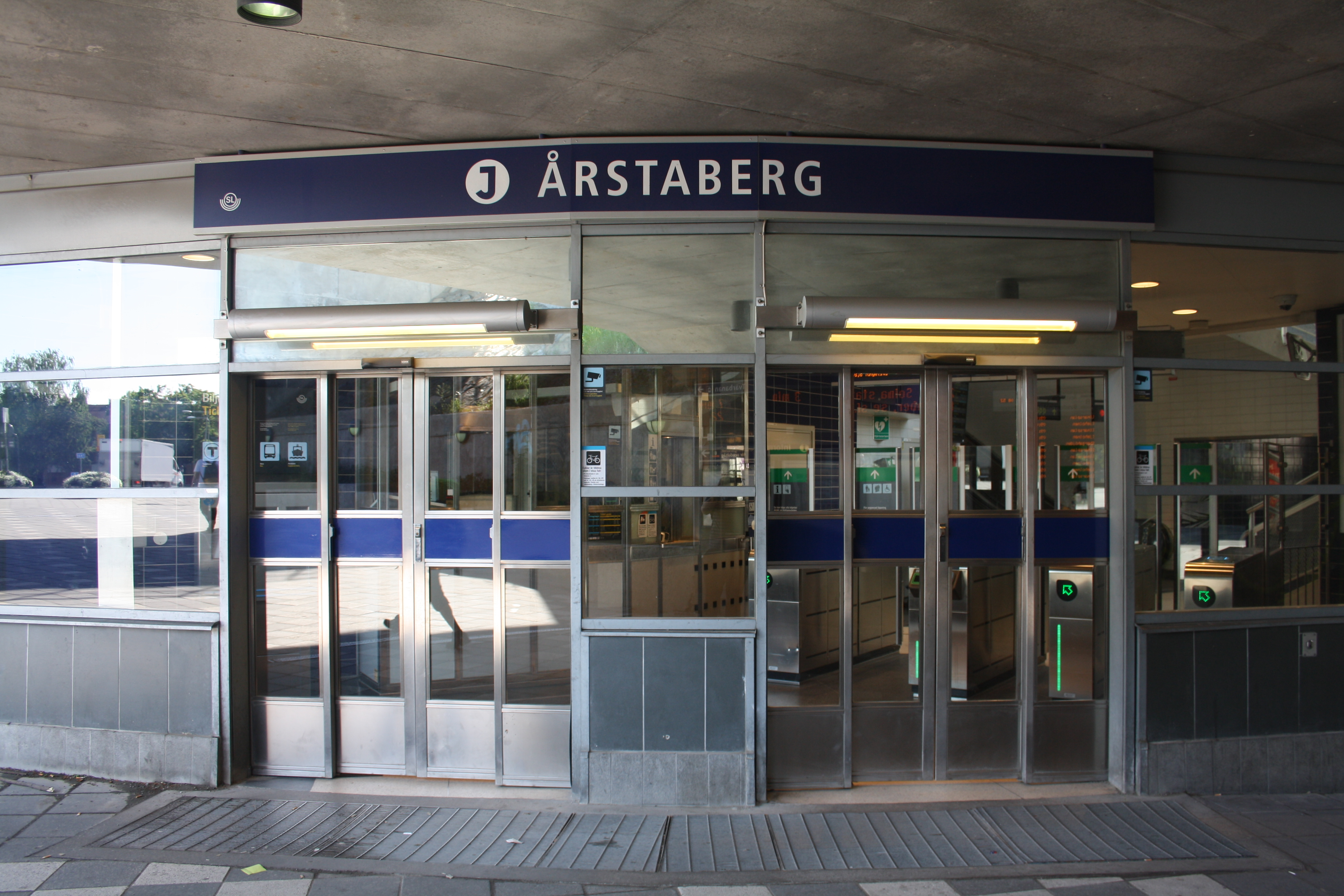
Ingång
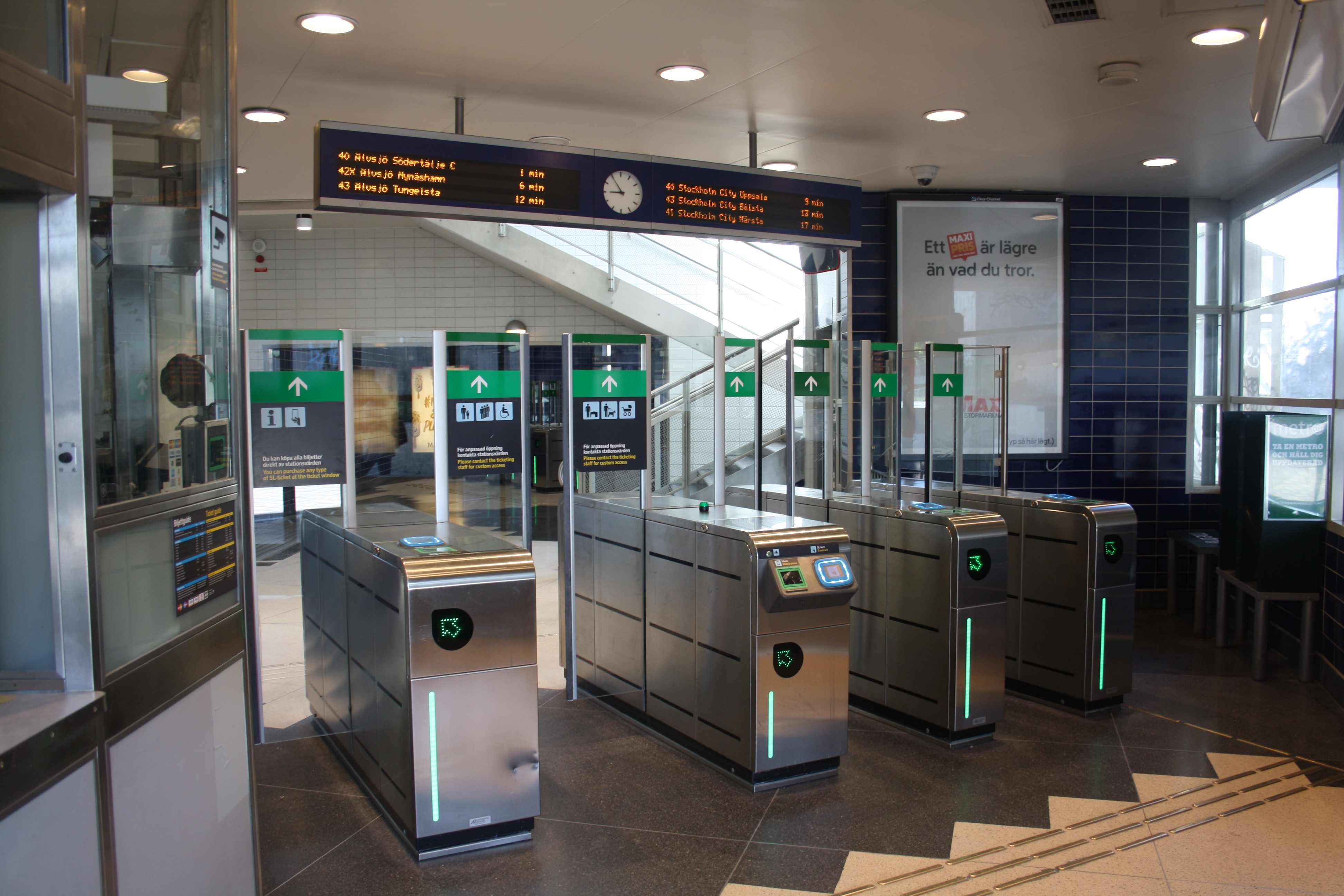
Biljetthall
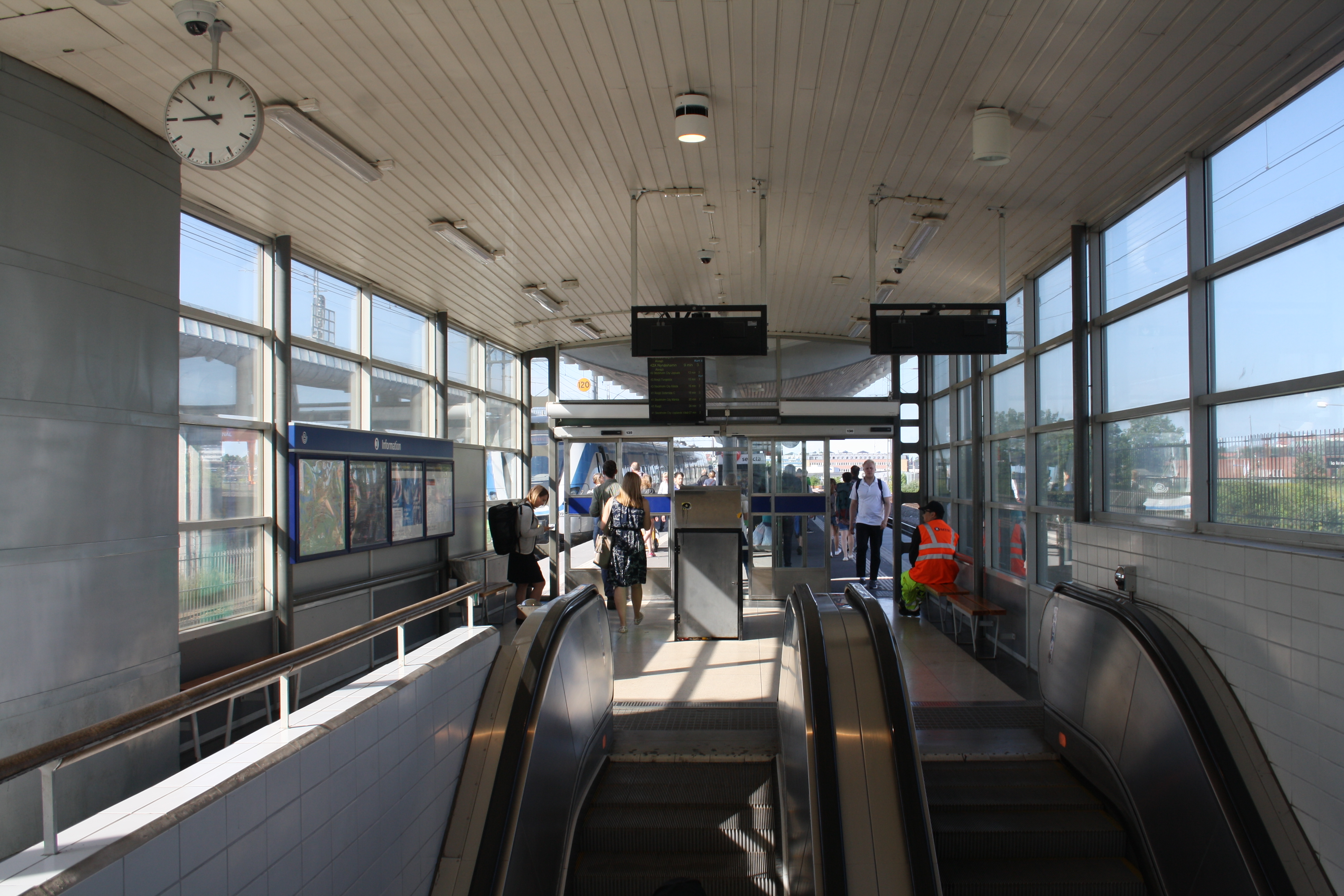
Vänthall
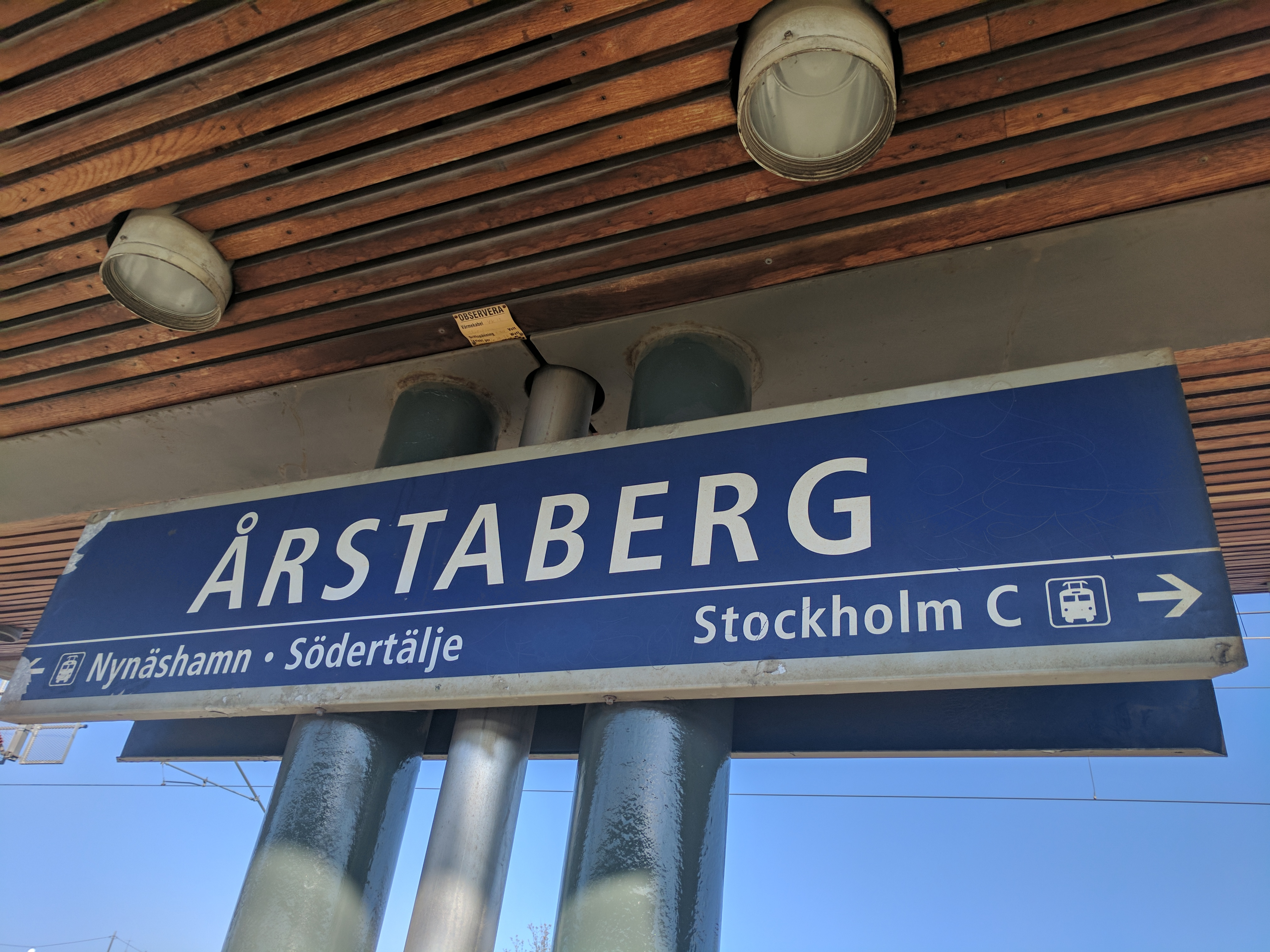
Stationsskylt
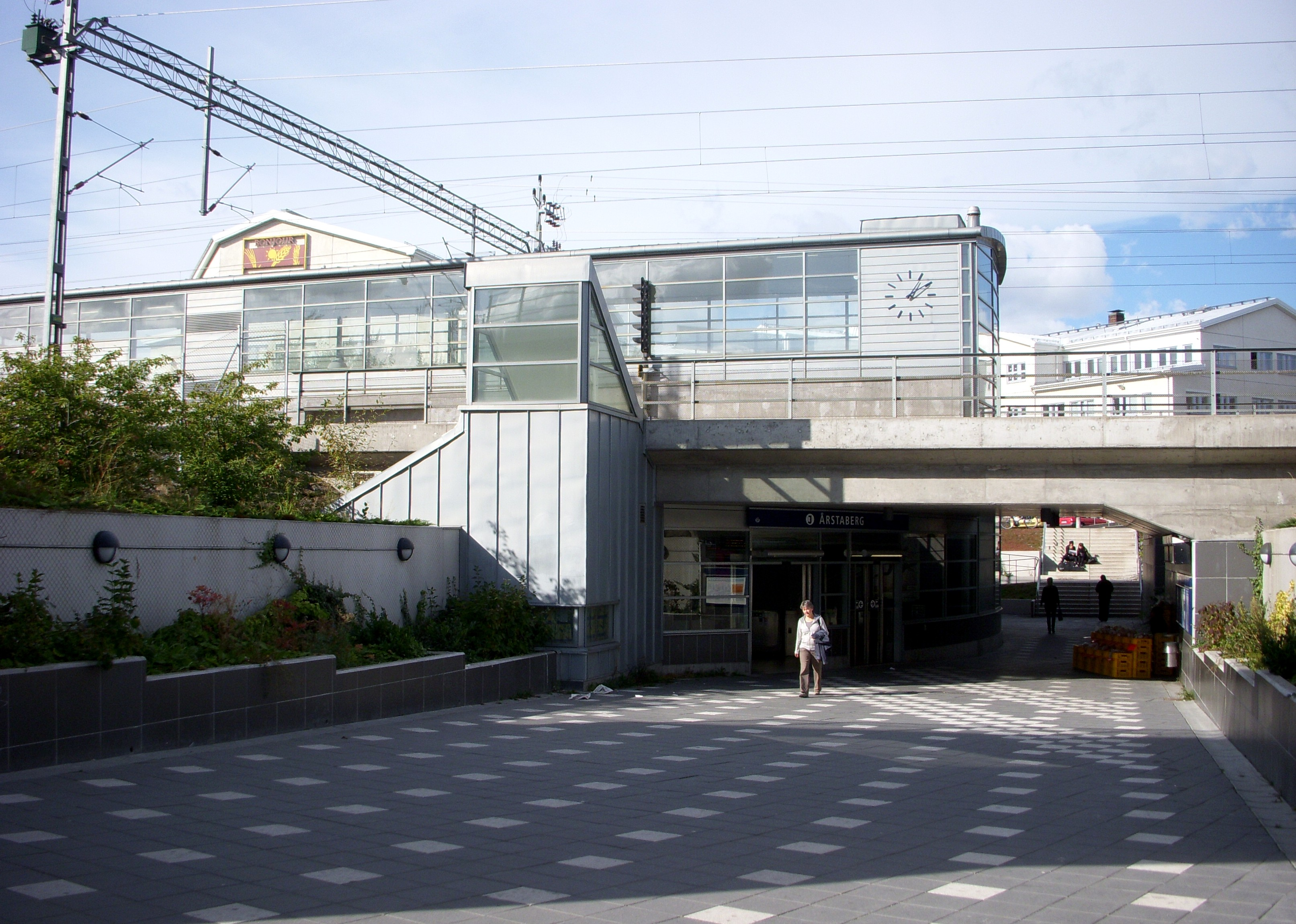
Entrén